# DEMAS
Asociace pro podporu demokracie a lidských práv (DEMAS) je česká organizace založená v roce 2008, která sdružuje 11 nevládních organizací a 5 organizací se statusem pozorovatele. Asociace se zaměřuje na podporu demokracie a občanské společnosti a dodržování lidských a občanských práv v České republice i na mezinárodní úrovni. Své poslání deklarují jako „Kdekoliv ve službě demokracii, lidským právům a občanské společnosti.“
Finanční prostředky asociace zpočátku získávala především od vlády České republiky a prostřednictvím programů určených k financování nevládních organizací, jako je například National Endowment for Democracy (Národní nadace pro demokracii, NED). Finanční prostředky od NED rozděluje Ministerstvo zahraničních věcí České republiky, DEMAS je financována také Evropskou unií, Evropskou komisí, soukromými dárci a dalšími vládními granty a fondy.
DEMAS spolupracuje s dalšími nevládními organizacemi a skupinami prostřednictvím místních i mezinárodních partnerů, kterým pomáhá v jejich aktivitách. Pracuje na vytváření vazeb mezi českými a mezinárodními organizacemi a vytváří tak nadnárodní síť podpory pro nevládní organizace. Kromě toho, že DEMAS umožňuje nevládním organizacím překonat případné blokační faktory v jejich zemích, které jim brání v práci, pracuje také na pomoci získat pro organizace finanční prostředky. Organizuje a pořádá také semináře a workshopy o lidských a občanských právech a demokracii.

## Působnost
Činnost DEMAS je zaměřena mimo jiné na transformační spolupráci v zemích, které mají historické, geografické, kulturní nebo jiné vazby na Českou republiku. Patří mezi ně Arménie, Bělorusko, Bosna a Hercegovina, Gruzie, Kosovo, Kuba, Moldavsko, Srbsko, Ukrajina a Vietnam. Organizace ale působí i v řadě dalších zemí Blízkého východu a severní Afriky, Latinské Ameriky a Střední a jihovýchodní Asie.

## Financování
Asociace byla původně financována českým ministerstvem zahraničních věcí, ale nyní je podporována z členských příspěvků, soukromých darů a grantů. Jednotlivé organizace sdružené v DEMAS mají své vlastní nezávislé formy a iniciativy financování, některé jsou neziskové a jiné jsou financovány výhradně ze soukromých zdrojů. Organizace je finančně nezávislá na jakékoliv vládě, a tak o všech akcích a iniciativách, které organizace podniká, rozhodují interně její členové. DEMAS je jednou z mnoha organizací, které jsou částečně financovány NED (National Endowment for Democracy), což je nezisková organizace financovaná vládou USA, která poskytuje granty a finanční prostředky organizacím, které se zaměřují na demokracii.

## Činnost
Asociace slouží jako orgán, v němž mohou všichni členové volně komunikovat a vzájemně se podporovat, což umožňuje vytváření menších sítí v rámci zastřešující sítě DEMAS. Vzniká tak rozsáhlá nadnárodní síť organizací s podobným posláním a iniciativami nebo dovednostmi, které pomáhají zvyšovat profesionalitu a odbornost jednotlivých organizací, aby mohly efektivněji řídit své pobočky a podporovat demokracii, zejména v případě organizací, které působí v nepřátelském prostředí. Tato rozsáhlá síť podpory umožňuje každé skupině mít větší vliv doma i v zahraničí. DEMAS také působí jako partner svých členů při pořádání a organizování debat, seminářů, summitů, konferencí a workshopů, které často zprostředkovává a také propaguje. Bez nabízené podpory by mnohé organizace nemohly mít zdaleka takový vliv, jaký díky rozsáhlé podpoře zkušené asociace mají.
DEMAS vydává výroční zprávy o činnosti a aktivitách svých členských organizací, které popisují jejich práci a iniciativy a plány do budoucna. Ve spolupráci se svými partnery každoročně pořádají množství veřejných akcí sloužících k udržení kontaktu s veřejností a povědomí o tématech, které jsou předmětem jejich zájmu. Důsledně se také účastní každoročního veletrhu nevládních organizací, který pořádá jeden z jejích členů, Forum 2000, a slouží k interakci se širokou veřejností. K dispozici jsou zde vzdělávací materiály o práci členských nevládních organizací a jejich poslání. Kromě toho také vytvářejí podmínky pro sdílení informací, zvyšování povědomí a zahájení rozhovorů o demokracii ve veřejné sféře.

## Členové
DEMAS sdružuje následující členy, včetně organizací se statusem pozorovatele:
Agora Central Europe se zaměřuje na podporu a zlepšování politické kultury v České republice, postsovětských republikách a balkánských státech. Organizace pořádá různá setkání, diskusní panely, odborné vzdělávací konference a další aktivity určené k podpoře demokracie. Přispívá ke zlepšení komunikace mezi občany, místní samosprávou a státní správou a snaží se vést mladé lidi k většímu zapojení do občanských aktivit.
Amnesty International je mezinárodní dobrovolné a nezávislé hnutí s miliony členů z celého světa, mnoho regionů a zemí má své vlastní sekce. Jsou organizací, která usiluje o dodržování lidských práv po celém světě a zabývá se širokou škálou témat od ženských práv, veřejných ekonomických a sociálně-ekonomických práv a mnoha dalších. Mezi hlavní cíle Amnesty patří zrušení trestu smrti a zastavení mučení, propuštění nespravedlivě vězněných, ochrana civilistů v ozbrojených konfliktech, zajištění práv uprchlíků a migrantů, odstranění diskriminace a boj proti chudobě.
Arcidiecézní charita Praha je řeholní organizace, která pomáhá lidem bez domova, ohroženým lidem, starým lidem a obětem trestných činů, patří mezi  největší poskytovatele sociálních služeb v Praze a Středočeském kraji. Poskytuje také humanitární pomoc zemím subsaharské Afriky (Uganda, Zambie) a Indii. Snaží se navazovat kontakty s dalšími církvemi a náboženskými organizacemi v zahraničí a slouží tak k rozšiřování nadnárodní sítě náboženských organizací.
Asociace pro mezinárodní otázky (AMO) je nevládní nezisková organizace, která provádí výzkum a nabízí vzdělávání ostatním organizacím v oblasti mezinárodních vztahů a snaží se tak přispívat k hlubšímu porozumění mezinárodnímu dění. Slouží jako platforma pro setkávání ekonomických, akademických a vládních organizacím a osobností a umožňuje jim vzdělávat se a diskutovat o mezinárodních otázkách.
Barmské centrum Praha (BCP) je obecně prospěšná společnost, jejímž posláním je přispět k dodržování lidských práv a zlepšení situace lidí v Barmě i v exilu. Společnost vytváří most a sítě mezi Evropou a Barmou, analyzuje dění v Barmě, informuje a zapojuje evropskou veřejnost, zajišťuje Barmáncům služby potřebné pro integraci, zejména vzdělávání a pomoc uprchlíkům a podporuje aktivní účast Barmánců při transformaci Barmy.
CEELI Institute je nezisková organizace, která poskytuje odborné vzdělávání pro právní profesionály. Snaží se šířit a posilovat porozumění právu a jeho uplatňování prostřednictvím spolupráce s místními i zahraničními soudními orgány, pracuje s vyšetřovateli, soudci, právníky i nevládními watchdogy v oblastech transparentního soudnictví, boje proti korupci, obrany lidských práv, posilování demokratických institucí a přístupu k právní ochraně.
Centrum pro komunitní práci (CpKP)  je veřejně prospěšná, nestátní nezisková organizace, která spolupracuje s českými i zahraničními zájemci z veřejné správy, občanských organizací a soukromého sektoru. Poskytuje služby týkající se účasti veřejnosti a občanských organizací v rozvoji obcí, měst a krajů, místního udržitelného rozvoje, regionální politiky EU a regionálního rozvoje ČR, komunitního plánování sociálních služeb, vzdělávání, podpory a posilování neziskových organizací. Zaměřují se na veřejné programy a iniciativy, jako je rozvoj bydlení, veřejných prostranství a ekonomické plánování.
Spolek Češi Tibet podporují vznikl v roce 2016 jako reakce na zhoršenou domácí politickou situaci v době, kdy se nejvyšší státní představitelé odklonili od tradiční podpory Tibetu. Cílem činnosti spolku je informovat českou veřejnost o situaci v Tibetu a v Číně a prostřednictvím shromáždění a kulturněosvětových projektů jí umožnit projevit solidaritu s tibetským národem.
Člověk v tísni je humanitární, rozvojová, vzdělávací a lidskoprávní organizace, která poskytuje a vytváří sociální programy a rozvojové projekty na pomoc potřebným v České republice a postsovětských státech i jinde v zahraničí. Zabývá se také podporou nevládních organizací, které podporují demokracii v represivních režimech, a také přímou podporou disidentů v nedemokratických zemích. Každoročně pořádá festival dokumentárních filmů Jeden svět a uděluje cenu Homo Homini za osobní odvahu a angažovanost v prosazování demokracie a lidských práv.
Diakonie Českobratrské církve evangelické je jednou z největších nestátních organizací, které se zabývají sociálními službami a občanskou pomocí a největší nestátní poskytovatel speciálního školství. Organizace poskytuje pomoc všem bez ohledu na vyznání, etnicitu a zemi původu. Pomáhá při humanitárních krizích v České republice i ve světě.
Nadace Forum 2000 se snaží pokračovat v odkazu Václava Havla, který ji v roce 1996 založil společně s Yoheiem Sasakawou a Eliem Wieselem. Podporuje demokratické hodnoty a respekt k lidským právům, rozvoj občanské společnosti a posilování náboženské, kulturní a etnické tolerance. Slouží jako platforma pro světové lídry, myslitele a odvážné jednotlivce, kteří mohou tato témata sdílet a otevřeně o nich diskutovat.
Organizace Gulag.cz se kromě vězeňského systému Gulag zabývá také sovětským totalitním režimem obecně, včetně souvislostí s Československem a dalšími zeměmi. Výzkumnou činnost propojuje s archeologickým i archivním výzkumem a použitím nových technologií, natáčí filmy, organizuje expedice,  pořádá výstavy a přednášky.
Institut pro evropskou politiku EUROPEUM je nezávislý thinktank zaměřený na evropskou politiku a otázky s ní spojené, který se zabývá výzkumem, organizuje vzdělávací aktivity, publikuje a formuluje nové názory a stanoviska k vytváření domácí a evropské politiky. Přispívá k aktivnímu vystupování ČR v EU a k dlouhodobému rozvoji demokracie, bezpečnosti, svobody a solidarity v Evropě.
Integria je nezisková organizace, která si klade za cíl posilovat demokratickou integritu, globální spravedlnost a principy právního státu v ČR i v zahraničí, hlavně prostřednictvím výzkumů, tvorby analýz a publikací, organizování odborných seminářů a konferencí, osvětových aktivit a přeshraniční spolupráce.
Mezinárodní sdružení Občanské Bělorusko podporuje v zemi rozvoj občanské společnosti a demokratických iniciativ, které nemají za současné autoritářské vlády zákonné povolení k činnosti. Vytváří pro tyto nevládní organizace spojení s českými organizacemi a aktivně předává české zkušenosti se společenskou a politickou transformací. Mladým aktivistům a neformálním spolkům v Bělorusku, Polsku a Česku poskytuje vzdělání, konzultace a finanční podporu. Sdružení přispělo k založení běloruského Domu lidských práv ve Vilniusu a je partnerem Evropského rádia pro Bělorusko.
Transparency International Česká republika je nevládní organizace, která bojuje proti korupci ve státní správě a poskytuje veřejnosti, státní a soukromé sféře právní vzdělávání o korupci ve snaze podpořit transparentnost a chránit veřejný zájem. Řeší velké mezinárodní i malé regionální kauzy, prosazuje efektivní systémová řešení a chrání veřejné rozpočty.
Hlavním cílem občanského sdružení Transitions je napomáhat rozvoji nezávislé žurnalistiky v převážně postkomunistických zemích. Vydává internetový časopis Transitions a organizuje školicí, monitorovací a výměnné mezinárodní novinářské projekty. Věnuje se sociálním tématům, která jsou ostatními médii opomíjena či zkreslována, jako vzdělávání, životní prostředí, genderová témata a menšiny, zejména romská otázka.